# Ingrid Olef
Ingrid Olef (* 14. Oktober 1939 in Dresden als Ingrid Schmidt; † 23. August 2023) war eine deutsche Politikerin (SPD).

## Werdegang
Sie besuchte die Muthesiusschule in Kiel und durchlief zur beruflichen Ausbildung verschiedene Handwerks- und Industriebetriebe. Die Gesellenprüfung legte sie im Schlosserhandwerk ab und war zuletzt als technische Angestellte tätig.
1959 trat sie in die SPD ein, war zunächst Kreisvorsitzende der Jungsozialisten, später Ortsvereinsvorsitzende. Von 1966 bis 1992 und von 2008 bis 2013 war sie Mitglied des Kreistages Segeberg, von 1978 an auch Mitglied der Gemeindevertretung ihrer Heimatgemeinde Trappenkamp. Von 1996 bis 2007 war Olef außerdem Gleichstellungsbeauftragte der Gemeinde.
Nach der Landtagswahl in Schleswig-Holstein am 5. April 1992 zog sie als Abgeordnete in den Schleswig-Holsteinischen Landtag ein, dem sie bis zum Ablauf der 13. Wahlperiode am 23. April 1996 angehörte. Von 1990 bis 1992 gehörte sie dem Vorstand des Schleswig-Holsteinischen Landkreistages an. Mit Ablauf ihres Mandats im Kreistag Segeberg zog sie sich 2013 nach viereinhalb Jahrzehnten als Abgeordnete aus der aktiven Politik zurück.
Ingrid Olef war verwitwet und hatte einen Sohn. Ihr Sohn Kolja Olef kandidierte im September 2023 erfolglos mit einem Stimmenanteil von 15,9 % für das Amt des Bürgermeisters der Stadt Kaltenkirchen.

## Ehrungen
- Freiherr-vom-Stein-Medaille am 26. Oktober 1990
- Bundesverdienstkreuz am Bande am 21. April 2005[5]